# Fredy Schmidtke
Fredy Schmidtke (n. 1 iulie 1961, Worringen, Republica Federală Germania, Germania – d. 1 decembrie 2017, Dormagen, Renania de Nord-Westfalia, Germania) a fost un ciclist de performanță german, medaliat olimpic. A participat la o ediție a Jocurilor Olimpice (1984) în care a câștigat o medalie de aur.

## Participări
Lista de mai jos prezintă principalele competiții la care a participat Fredy Schmidtke de-a lungul carierei.
- cycling at the 1984 Summer Olympics – men's 1 km time trial[*]